# Oleksińce
Oleksińce (ukr. Олексинці, Ołeksynci) – wieś na Ukrainie, obwodzie tarnopolskim, w rejonie czortkowskim, w hromadzie Bilcze-Złote, nad rzeką Seret.
Wieś królewska, położona była w pierwszej połowie XVII wieku w województwie podolskim. Wieś była własnością Melbanowskich, a następnie w XIX wieku zakupiona została przez rodzinę Gromnickich. W 1904 właścicielami majątku Oleksińce byli Stanisław i Maria z Madurowiczów Gromniccy. W 1923 majątek odziedziczył syn Marii i Stanisława - Antoni Gromnicki, absolwent Akademii Rolniczej w Dublanach, legionista.

## Dwór
Staropolski dwór wybudowany przez Melbachowskich istniał do 1914 r.. W 1925 Antoni Gromnicki odbudował dwór w wersji skromniejszej, nawiązując jednak do elementów zniszczonego dworu. Nowy dwór został zagrabiony w 1939, po wkroczeniu Sowietów.